# 光復香港、時代革命
光復香港，時代革命（英語: Liberate Hong Kong, the revolution of our timesまたはLiberate Hong Kong, revolution of our timeまたはFree Hong Kong, revolution now、日本語訳：「香港を取り戻せ、時代の革命だ」、「香港を解放せよ・革命の時代だ」）は、香港の民主化運動で使用されているスローガンである。2016年に本土民主前線のスポークスマン梁天琦が香港立法会の補欠選挙に出馬した際の使用が初出であり、同年の香港立法会選挙では青年新政も同様のスローガンを用いた。

「光復香港，時代革命」の旗。

デモ隊のシンボルとなった黒バウヒニア旗

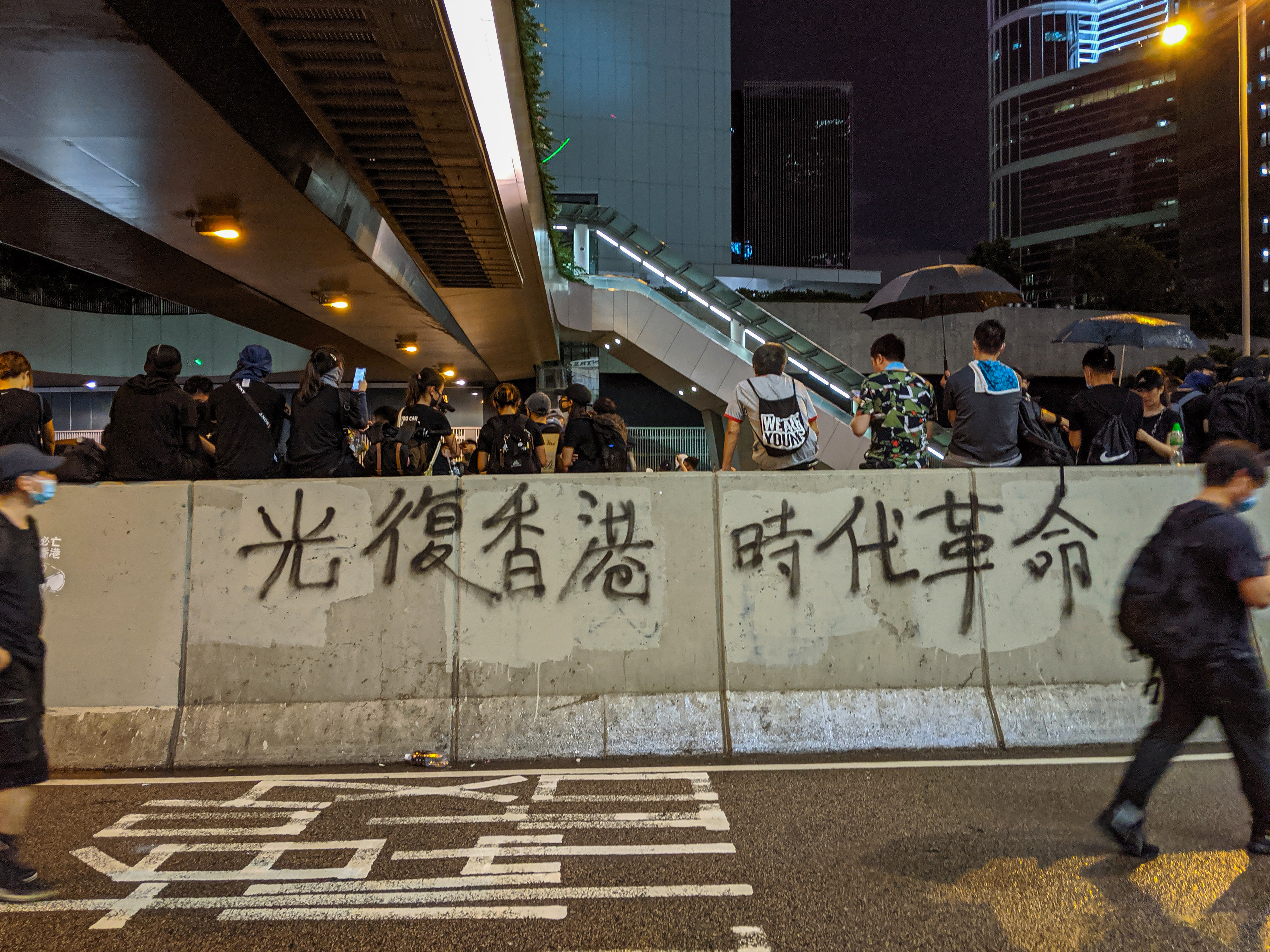
2019年8月18日香港逃亡犯条例改正反対デモにおける「光復香港，時代革命」の落書き。金鐘の夏慤道にて。

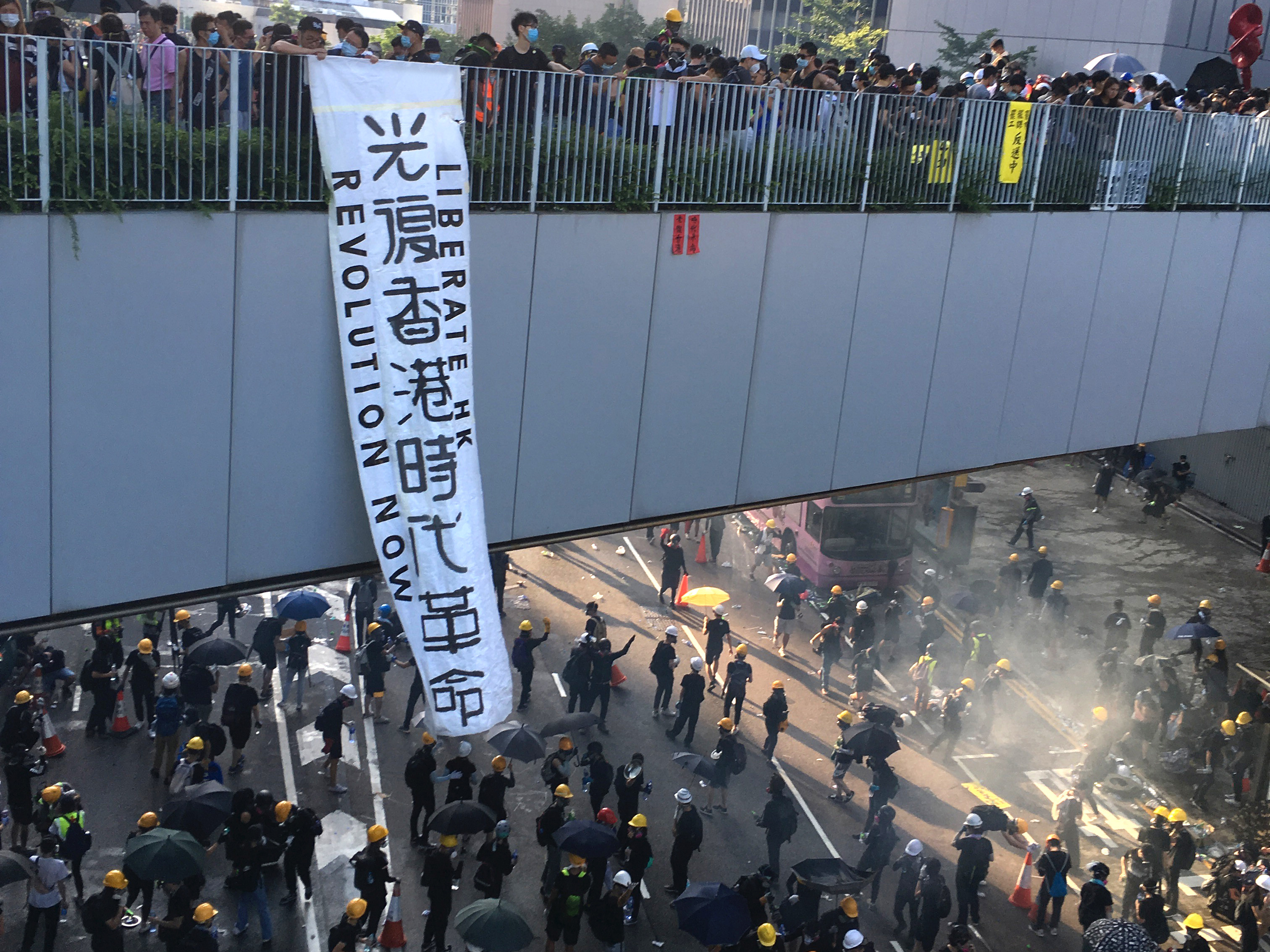
2019年8月5日の香港ストライキにおいて、金鐘の夏慤道にある歩道橋に掲げられた「光復香港，時代革命」の懸垂幕。

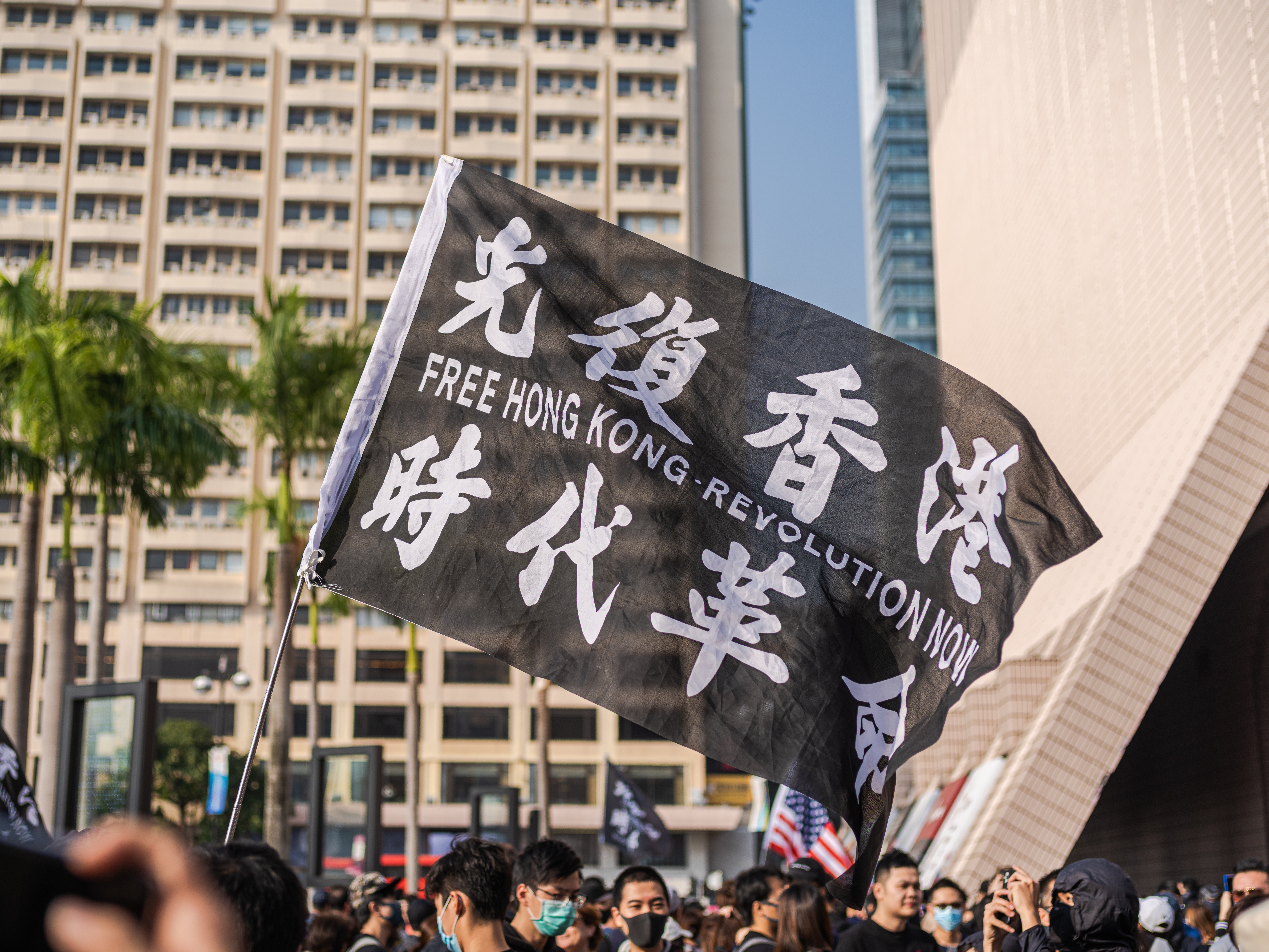
2019年12月1日香港デモにおいて、デモ参加者が掲げる「光復香港，時代革命」の旗。

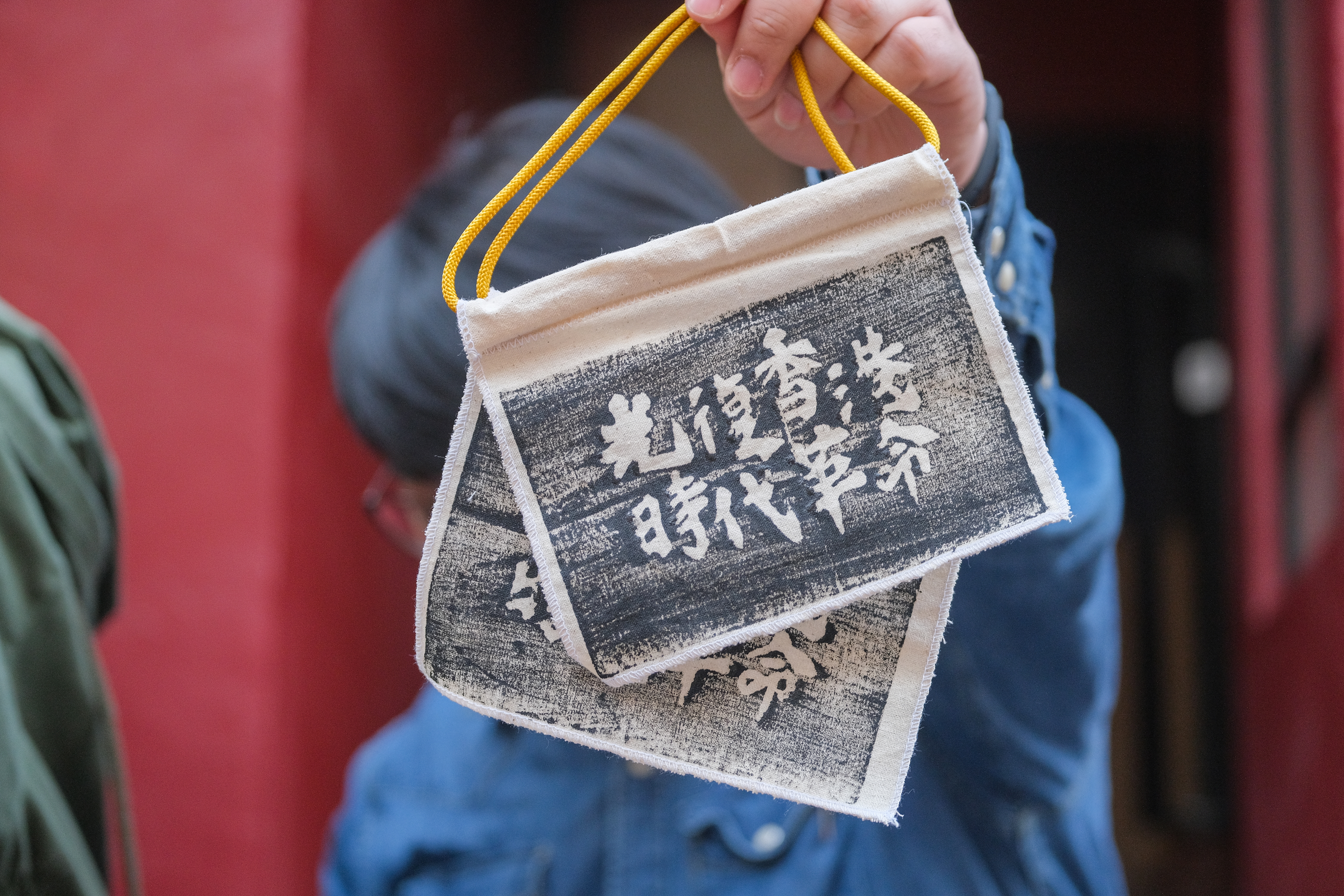
2020年1月の「和你宵」で販売された、「光復香港，時代革命」の標語が書かれているアクセサリー。

2019年、香港逃亡犯条例改正案への反対運動が盛り上がるにつれ、「光復香港，時代革命」のスローガンが同年7月頃より再び使用されるようになったことから、香港を超えて諸外国にも知られるきっかけとなった。新興メディア端伝媒の元編集者張潔平はこのスローガンを「革命への願望」であるとして、「香港人が香港を香港人の香港にする」（香港人，要讓香港，成為香港人的香港）動きであると評した。
2020年7月2日、香港政府は「光復香港，時代革命」のスローガンに香港独立の意味があるとして、香港国家安全維持法に違反するとの見解を示した。国連人権委員会は、このスローガンを表現の自由の権利の行使と呼んでいる。

## 起源

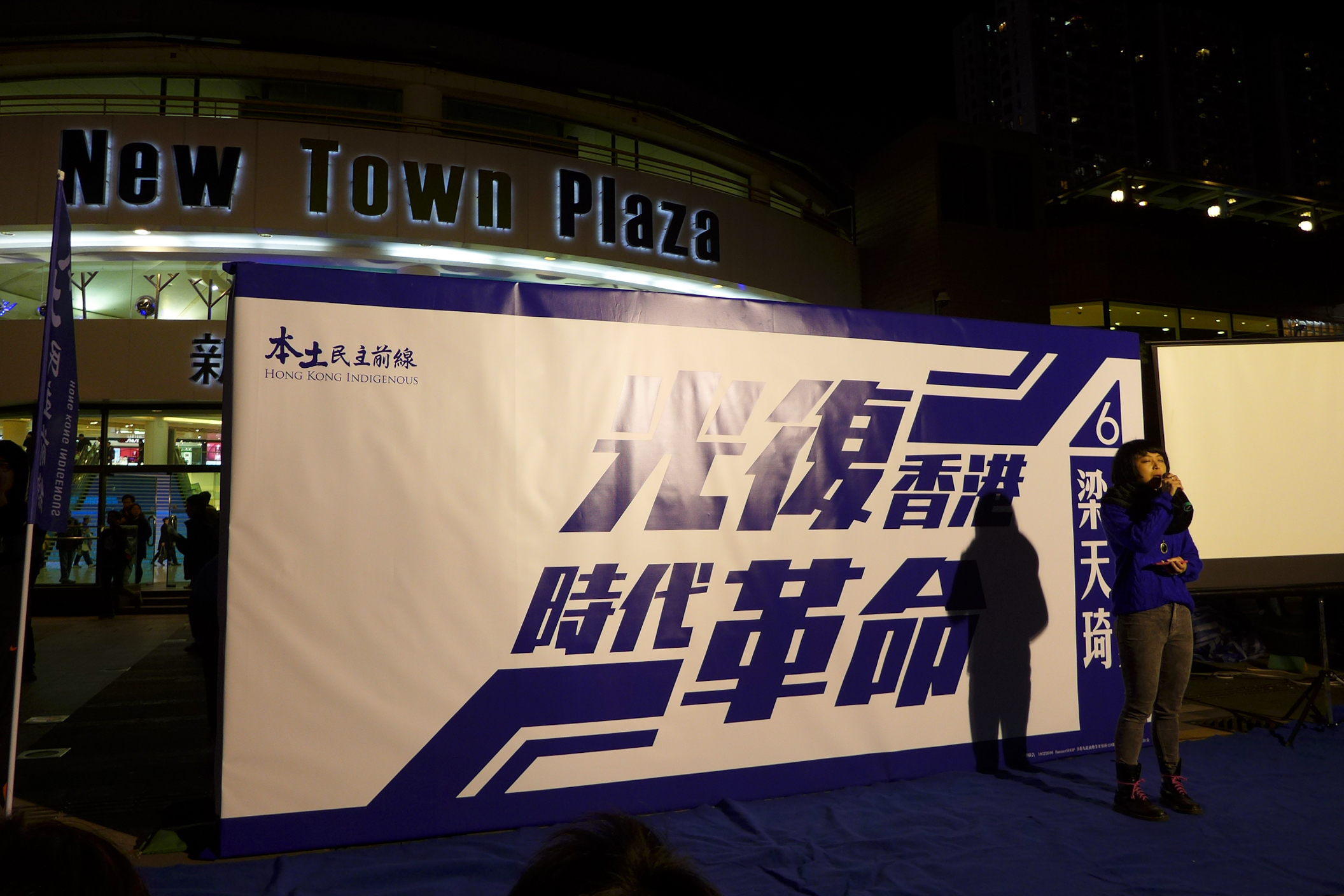
2016年2月20日、本土民主前線のスポークスマン梁天琦は香港立法会の補欠選挙への立候補を発表した決起集会において、「光復香港，時代革命」をスローガンとした。

「香港を取り戻せ、時代の革命だ」（光復香港，時代革命）は香港独自の文化や政治システムを重んじる本土派の社会活動家である梁天琦により提唱された社会運動のスローガンだった。梁は香港の独立と自決（香港が自らの帰属を決定すること）を説き、「香港は1つの国である」「香港人は1つの集団である」と主張して、香港人の結束を強めようとした。梁が補欠選挙への立候補を発表した記者会見（2016年1月初頭）でのプレスリリースでは「知行合一，世代革新」をスローガンとしたが、このスローガンでは立場が明らかではなく、有権者への呼びかけとして弱いため、同年1月末に新しいスローガンを検討した結果だった。
「光復」という表現は辛亥革命期の革命団体光復会や1949年以降の中華民国が追求した大陸反攻（中国語では「反攻大陸」または「光復大陸」）にも見られ、香港における本土主義運動での最初の使用例は2012年の光復上水駅であった。2015年に結成された政党である本土民主前線は、本土への物資密輸問題である水貨客（並行輸入業者）への反対で結成初期より知られ、屯門、沙田、元朗、上水など香港のさまざまな地区で光復行動と称されるデモ活動を展開した。これを受けて、梁は選挙スローガンに「光復」の言葉を用い、本土民主前線がデモ活動を通じて香港人のあるべき権利を勝ち取ろうとする団体であるというメッセージをこめた。梁は2016年、新界東選挙区からの補欠選挙立候補にあたり、「光復新東」がスローガンとして読みにくいと感じ、より読みやすい「光復香港」に変更したという。
後半の「時代革命」（時代の革命）は「世代革新」（世代の革新）より変化した言葉であり、「革命」という言葉で本土民主前線の政治観を示している。このとき、「時代革命」のほかにも「世代革命」（世代の革命）が検討されたが、梁は革新が年齢にかかわらずだれでも参加できるとして、「世代」よりも「時代」のほうが適切であるとした。また、自由を信じていれば革新は可能であるとして、「世代間の争い」（世代之爭）にならないとした。さらに、多くの人々が全体主義への屈服を良しとせず、自分自身の政府を持つことが可能であると深く信じているとも述べた。同年の香港立法会選挙で立候補の無効を宣告されると、梁は香港が独裁政治に陥ったと述べ、このような状況において、もはや革命という道しか残されていないとした。

## 意味合い
2019年香港区議会議員選挙に立候補した張秀賢が選管に自身の政治観について質問されたとき、返答として「光復香港，時代革命」の意味を述べた。張によると、「光復香港」（香港を取り戻せ）とは香港を「光復」して（取り戻して）、昔のように自由を享受できるようにすることを指すという。そうすれば、立候補者は基本法第27条に基づき言論の自由、報道の自由、出版の自由を有し、政治観により被選挙権を取り消されず、選管も判断を政治に左右されなくなるとした。
一方、「時代革命」はこの時代において、大規模な変革をもってでしか香港を前に進ませられず、昔の輝きを取り戻せないことを意味するとした。ここでいう「革命」は「流血を伴って政権を倒す行動」という意味ではなく、「産業革命」や「技術革命」のように、社会構造や思想の変革を指すものであるとした。そして、「時代革命」はいわゆる「世代交替」でもあり、若者が社会変革を率いる原動力となり、民主制度の発展を進めるとともに香港の自由と法の支配を守るとした。

## 歴史

### 2016年の選挙

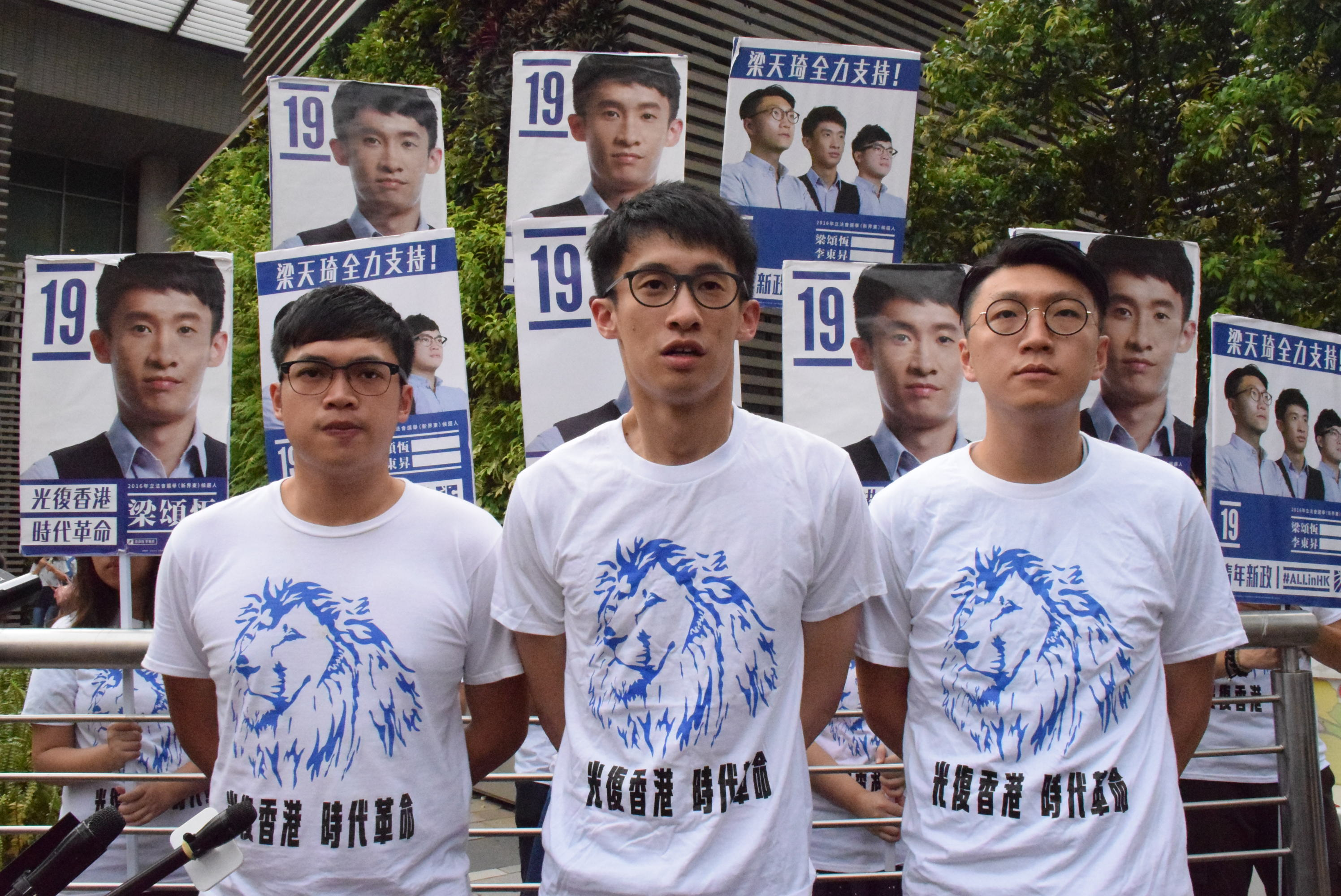
2016年、香港の本土派は「光復香港，時代革命」をスローガンとして用い、立法会選挙に立候補した。

2016年1月、本土民主前線のスポークスマン梁天琦が香港立法会補欠選挙への立候補を表明した。梁は本土民主前線、および本土派全体の理念を広めることを立候補の目的とした。本土民主前線はそれまで「私たちの都市は、私たちが守る」（我城，故我守）という主張を実現させるために「本土の価値観を武力で守る」（武勇捍衛本土價值）ことを提唱しており、同年2月8日に旺角騒乱が勃発した後、梁は「光復香港，時代革命」、「以武抗暴」（武力をもって、暴政に抵抗する）といったスローガンを提唱した。これに対し、選挙管理を公的に司る選挙事務処は「光復香港，時代革命」を立候補者紹介のパンフレットで「政治綱領」として表示することに同意したが、香港における選挙立候補者の権利である（1度限りの）パンフレット郵送については拒否した。
梁は補欠選挙における選挙活動で「武力をもって暴政に抵抗する」や「香港を取り戻す」（光復香港）を主張して、世論を二分させた。武力の使用や香港独立運動は世論の注目を浴びたものの、香港政府や民主派の一部は拒否感を露わにした。一方、本土派の間では梁が旺角騒乱で逮捕されたこともあって名声が高まり、本土派の政治運動家の多くが梁の支持を表明した。結果として、2月28日に行われた補欠選挙で梁は66,524票（得票率15%）しか得られずに落選したが、梁に投票した有権者の多くが青年層だった。以降、梁が代表するような急進本土派は青年層からの厚い支持を受けるようになった。
同年の香港立法会選挙では自決派（香港が自らの帰属を決定することを主張）の青年新政が「光復香港，時代革命」をスローガンとし、梁頌恆、游蕙禎ら3人が出馬した。しかし、この選挙以降は急進本土派が厳しい弾圧を受け、立候補者や当選者の被選挙権が取り消され、さらには社団の法人格を取り消された。梁も2018年6月に暴動罪で有罪判決を受け、6年間の懲役刑に処された。

### 2019年-2020年香港民主化デモ
2019年、逃亡犯条例改正案への反対運動は、大規模な香港民主化デモへと長期発展した。デモ初期には「不撤不散」（撤回しなければ解散しない）、「不受傷，不流血，不被捕；不割席，不分化，不篤灰」（怪我も、流血も、逮捕されることもせず、割席も、内部分裂も、裏切りもしない）、「水のようになれ」（be water）、「兄弟が山を登るときは各自に努力する」（兄弟爬山，各自努力）といったスローガンが使用されたが、反対運動が1か月ほど経過した7月中旬になると、逃亡犯条例改正案への反対という理念が浸透し、「武力による抵抗」に対する香港社会の拒否感も薄れていった。
一方、3年前の梁による貢献を懐かしむ若者もおり、沙田や大埔などのレノンの壁では「光復香港，時代革命」と書かれたメモ書きが現れるようになり、中には隣に「梁天琦に感謝を」（感謝梁天琦）と付け加えるものもあった。デモ活動自体のシュプレヒコールにも「光復香港，時代革命」を採用する事例が現れた。
同年7月21日のデモではデモ隊が中央政府駐香港連絡弁公室のビルを包囲して卵を投げ、ビルに飾られていた中華人民共和国の国章に墨をかけるなどしていたが、同時に「光復香港，時代革命」のシュプレヒコールも湧き上がった。これに対し、親中派の政党と立法会議員は共同声明を発表、デモ隊のスローガンに「光復」や「革命」などの言葉が含まれていることは香港独立運動との関連を示し、基本法と一国二制度に違反するものとして批判した。
8月5日のストライキに対し、行政長官の林鄭月娥はデモ隊が用いた「光復香港，時代革命」のスローガンを「革命行為」「国の主権への挑戦」であるとして批判したが、多くの民間団体がこの発言を逃亡犯条例改正案反対運動への中傷、ならびに「香港独立運動」であるとのレッテル貼りとして批判した。うち、学術自由学者連盟（學術自由學者聯盟）の代表者は当該スローガンが2015年より用いられたスローガンであり、「革新」と「行動をもって権利を主張する」という意味合いはあるが、「香港独立」の意味合いはなく、武装革命を意味しないと発言した。

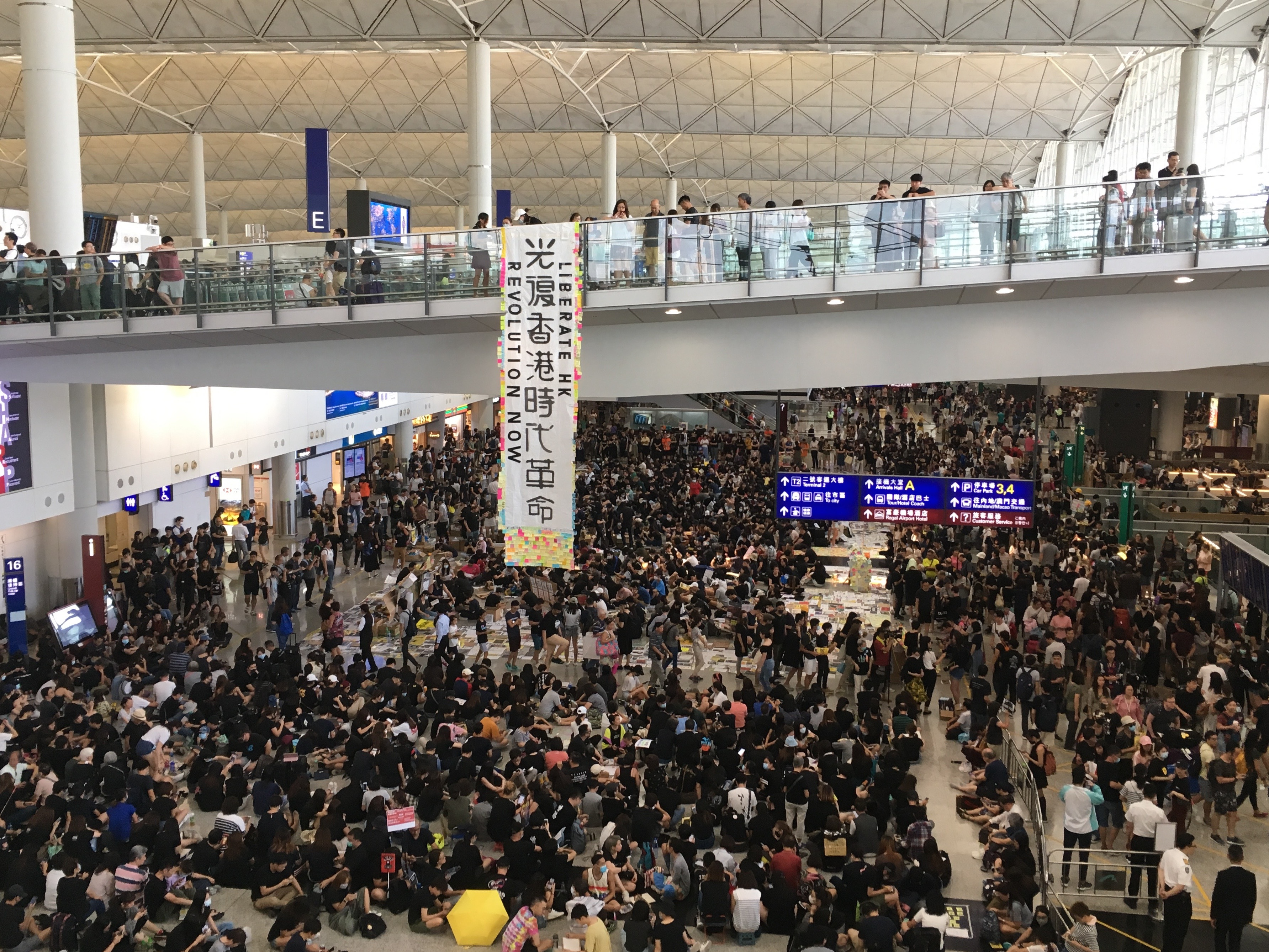
2019年8月9日から11日にかけて香港国際空港で実施されたデモ活動において、「光復香港 時代革命」と書かれた懸垂幕が掲げられた様子。

8月9日から11日にかけて香港国際空港でデモ活動が実施されたが、出発ロビーへの通路に「光復香港 時代革命」と書かれた懸垂幕を掲げるデモ参加者がおり、ほかのデモ隊が拍手と「光復香港，時代革命」のシュプレヒコールで呼応した。香港空港管理局のスタッフは懸垂幕の撤去を要求したが、デモ隊にブーイングを浴びせられた。
10月、ハースストーンの香港人選手Blitzchungが公式大会試合後のインタビューで「光復香港，時代革命」と発言したため、8日にブリザード・エンターテイメント社により大会規約違反を理由としてグランドマスターの称号と賞金の剥奪、および1年間のトーナメント参加禁止という処分を下された。ただし、この処分には異論も多く、同社のWorld of Warcraftの開発に関わったマーク・カーンがハースストーンのボイコット運動への参加を表明する事態になった。

### 台湾および中国への波及

#### 茂名市の火葬場抗議事件（2019年11月）
2019年11月、中国広東省の茂名市文楼鎮において、火葬場建設をめぐる抗議事件が起こり、抗議に参加した民衆は「光復茂名，時代革命」（茂名を取り戻せ、時代の革命だ）という「光復香港，時代革命」をもじったスローガンを用いた。

#### 韓国瑜罷免案（2019年12月）

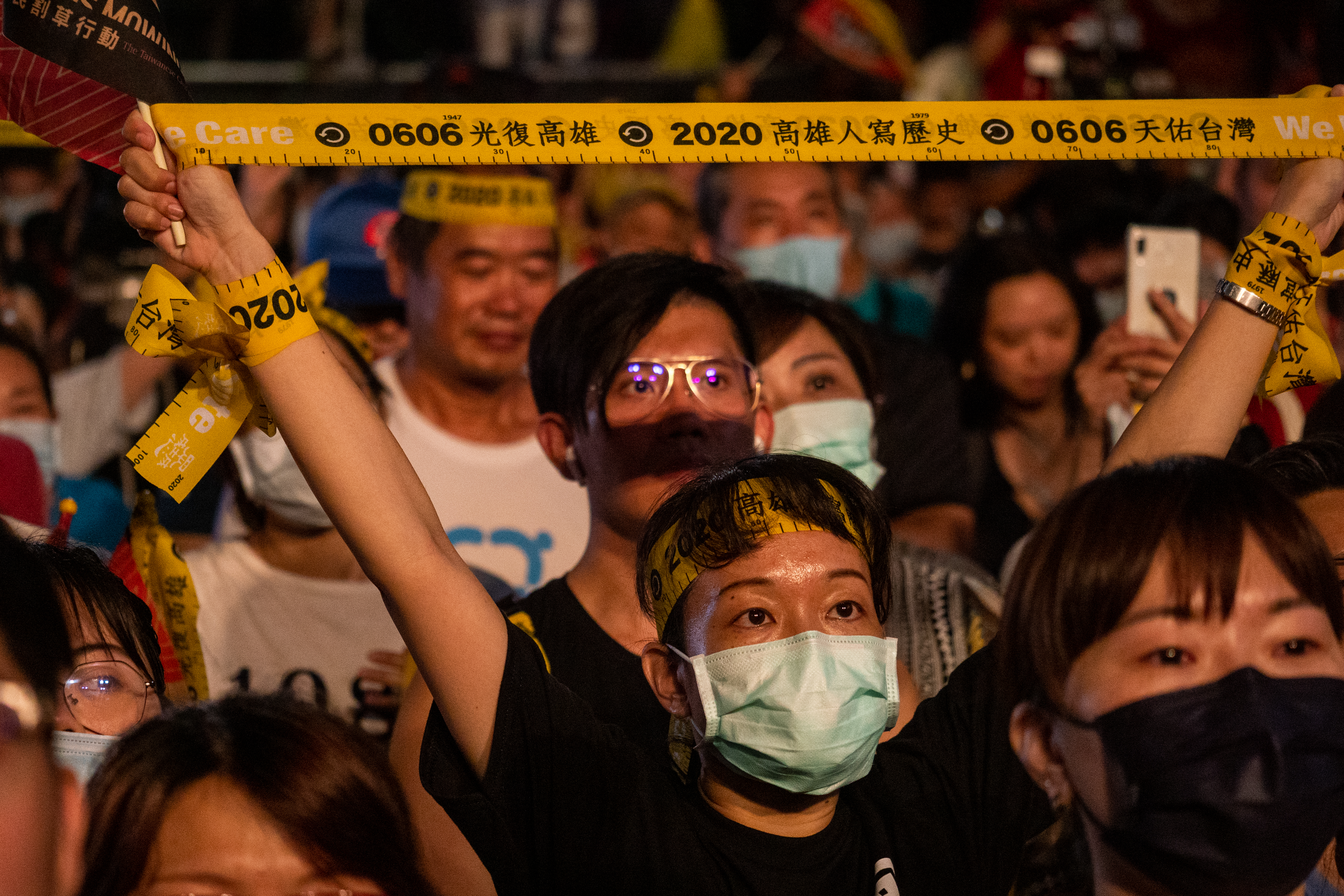
罷免投票当日に『0606 光復高雄』が書かれた黄色の襷を掲げる市民（2020年6月6日）

2019年12月21日、台湾の高雄市長・韓国瑜の罷免を目指す民間団体WeCare高雄がデモを実施した。このデモにおいて、参加者が「光復高雄、保衛台灣」（高雄を取り戻し、台湾を守ろう）というスローガンを使用した。

#### 武漢市における2019年コロナウイルス感染症の流行（2020年初）
2020年初から中国本土で2019年コロナウイルス感染症が流行したが、中国本土のインターネットユーザーが品葱などのインターネットフォーラムで香港民主化デモにならい、革命を中国本土に輸入すると述べ、「光復武漢，時代革命」をスローガンとして使用した。中国の民衆への応援歌である春になれば会おうの歌詞にも「時代革命，光復武漢」が含まれた。

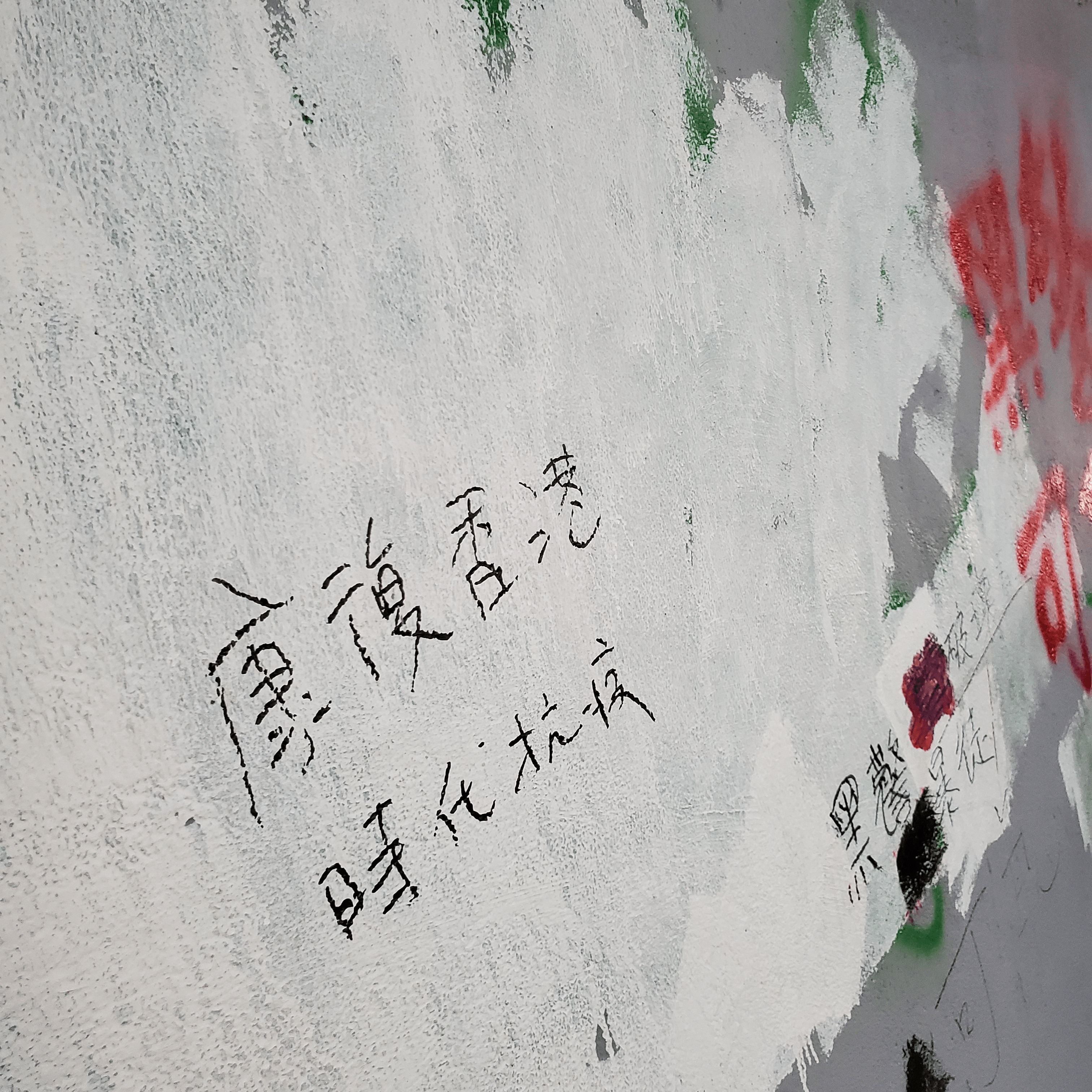
「康復香港，時代抗疫」の落書き。2020年3月、香港にて撮影。

香港では「光復香港，時代革命」をもじった「康復香港，時代抗疫」というスローガンが使用された。

### 国家安全維持法の施行以降
中華人民共和国香港特別行政区国家安全維持法の可決・施行に伴い、「光復香港，時代革命」の標語を掲げる市民が同法に基づき逮捕された。2020年7月1日香港デモではデモ参加者10人が逮捕されたが、中にはスマートフォンケースに「光復香港，時代革命」と書かれたステッカーを貼り、所持物に同様のステッカーが数枚見つかっただけで国家安全維持法違反とされて逮捕された事例もあった。
2日夜、香港政府は「光復香港，時代革命」のスローガンに香港独立の意味があるとして、国家安全維持法に違反するとの見解を発表した。
4日、香港弁護士会副主席の葉巧琦はスローガン1つだけでは違法と判定できず、政府の声明も裁判での証拠にならないとする見解を示した。民主党の立法会議員涂謹申もスローガンを叫ぶ人物とスローガンを考案した人物の見解が異なる可能性を指摘した。彼は例として、同僚の黄碧雲がスローガンを「一国二制度の回復」という意味だと考えていると述べた。元立法会議員の湯家驊も政府による声明が裁判所への拘束力を有さないと述べたが、「常識的に考えて」政府と同じ見解になるだろうとした。律政司司長の鄭若驊は政府の見解が国家安全維持法の可決により変わったわけではないとし、2019年香港区議会議員選挙で問題にならなかったのは選管による決定であるとした。

## 評価

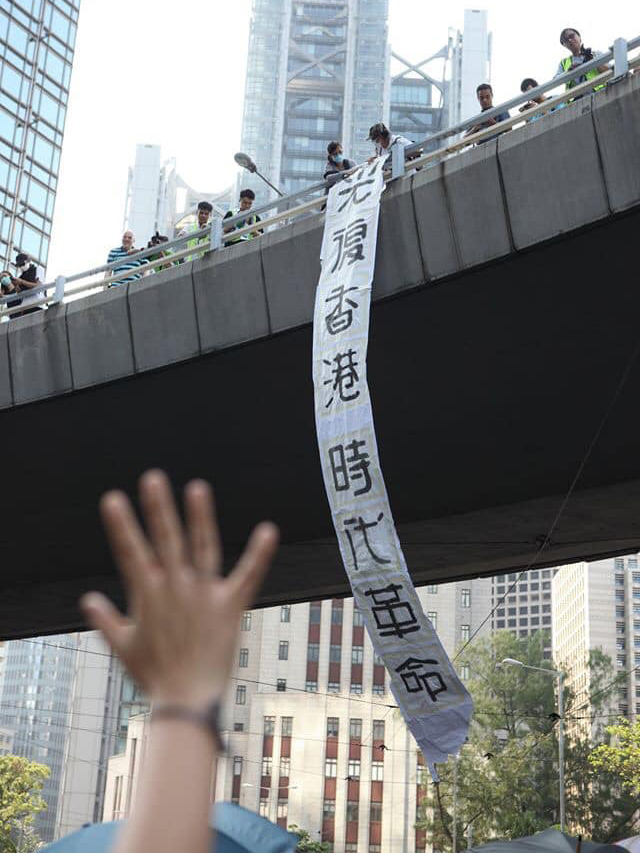
「光復香港，時代革命」の懸垂幕に対し、「五大要求」を表す手のひらを掲げる様子。

2019年-2020年香港民主化デモにおける「光復香港，時代革命」の使用に対し、インターネットで多くの議論がなされた。端伝媒の元編集者張潔平はこのスローガンを「革命への願望」であるとして、「香港人が香港を香港人の香港にする」（香港人，要讓香港，成為香港人的香港）動きだと評した。一方、香港中学校長会主席鄧振強はスローガンの使用が「自身こそは正義であり、それにはどのような代償も払える」という考えを表すものであると評した。
2019年7月末、元香港行政長官の董建華はデモの要求が「逃亡犯条例改正案への反対」から「光復香港，時代革命」に変わった時点でデモが「一国二制度と中央人民政府への挑戦」に変化したと述べ、中国共産党の機関紙『環球時報』の総編集者胡錫進は「光復香港，時代革命」が「極端なスローガン」であり、「色の革命と香港独立運動を連想させる」として批判した。親中派の立法会議員何君堯は「光復香港，時代革命」を香港独立運動のスローガンとして、デモにおける使用を禁止すべきと述べた。